# الهيب هوب في فلسطين

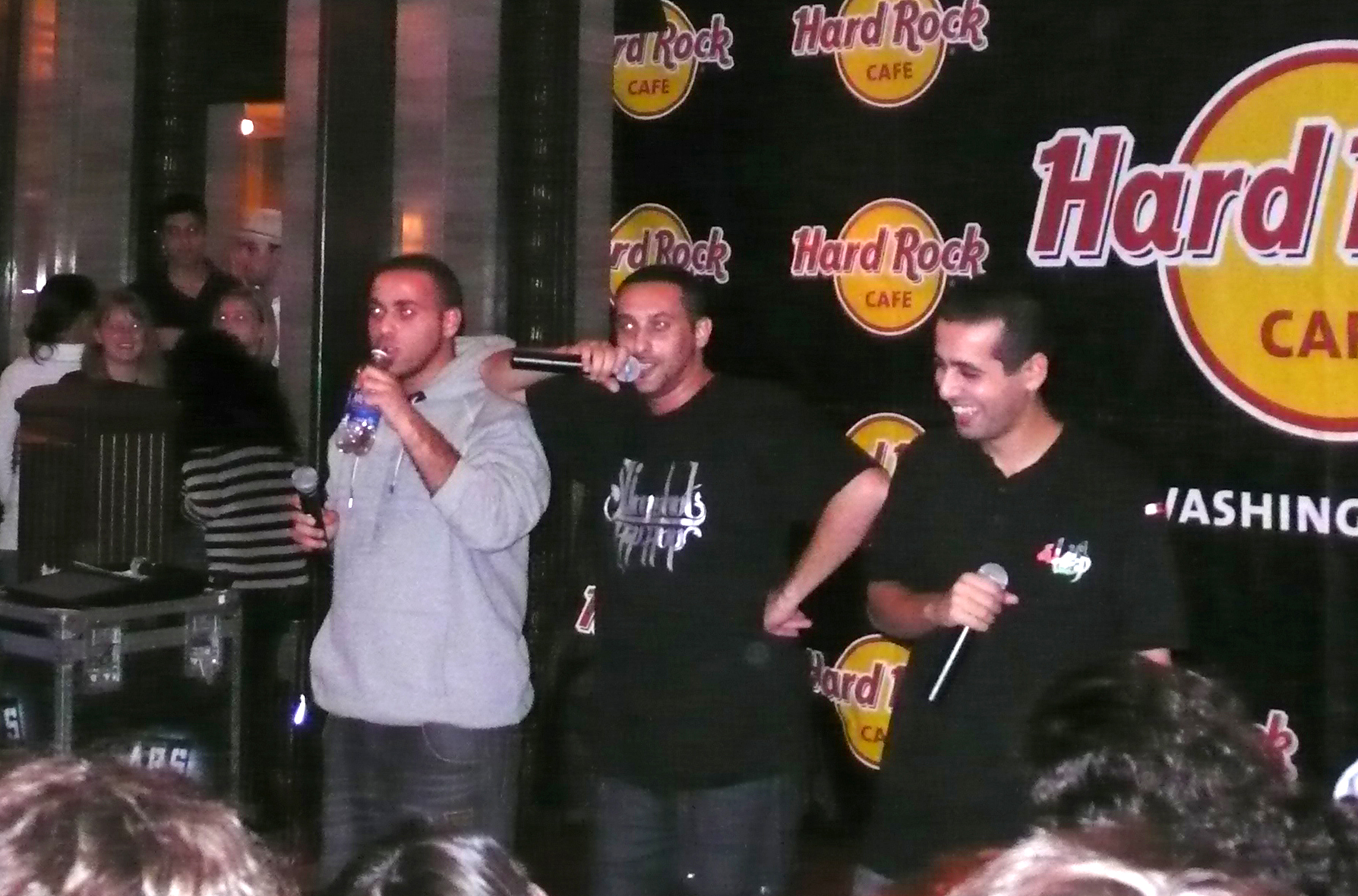
فرقة الراب الفلسطينية "DAM" في مقهى هارد روك في واشنطن العاصمة.

يُقال إن الهيب هوب الفلسطيني بدأ في عام 1998 مع فرقة تامر نفار صاغ هؤلاء الشباب الفلسطيني النوع الموسيقي الفلسطيني الجديد، الذي يمزج الألحان العربية وإيقاعات الهيب هوب. غالبًا ما تُغنى الكلمات باللغات العربية والعبرية والإنجليزية وأحيانًا الفرنسية. منذ ذلك الحين، نما النوع الموسيقي الفلسطيني الجديد ليشمل فنانين من فلسطين وإسرائيل وبريطانيا العظمى والولايات المتحدة وكندا.
بالاقتراض من موسيقى الراب التقليدية التي ظهرت لأول مرة في نيويورك في السبعينيات، "صمم الموسيقيون الفلسطينيون الشباب الأسلوب للتعبير عن مظالمهم الخاصة من المناخ الاجتماعي والسياسي الذي يعيشون ويعملون فيه". تعمل موسيقى الهيب هوب الفلسطينية على تحدي الصور النمطية والتحريض على الحوار حول الصراع الإسرائيلي الفلسطيني تأثر فناني الهيب هوب الفلسطينيين بشدة برسائل مغنيو الراب الأمريكيين. تقول تامر نفار "عندما سمعت توباك يغني" إنه عالم الرجل الأبيض "قررت أن آخذ الهيب هوب على محمل الجد". بالإضافة إلى التأثيرات من الهيب هوب الأمريكي، فإنه يشملُ أيضًا عناصر موسيقية من الموسيقى الفلسطينية والعربية بما في ذلك "الزجل والموال والصاج" والتي يمكن تشبيهها بالكلمة العربية المنطوقة، بالإضافة إلى الإيقاع والشعر الغنائي للموسيقى العربية.
تاريخياً، كانت الموسيقى بمثابة مرافقة متكاملة لمختلف الطقوس والطقوس الاجتماعية والدينية في المجتمع الفلسطيني (الطائي 47). يتم أخذ عينات من الكثير من الآلات الوترية في الشرق الأوسط والعربية المُستخدمة في الموسيقى الفلسطينية الكلاسيكية على إيقاعات الهيب هوب في كل من الهيب هوب الإسرائيلي والفلسطيني كجزء من عملية مشتركة للترجمة. مثلما تم التأكيد على إيقاع اللغة العبرية في موسيقى الهيب هوب الإسرائيلية، كانت الموسيقى الفلسطينية تدور دائمًا حول الخصوصية الإيقاعية والنغمة اللحنية للغة العربية. "من الناحية الموسيقية، عادة ما تكون الأغاني الفلسطينية لحنًا نقيًا يُؤدى بشكل أحادي مع زخارف صوتية معقدة ودقات إيقاعية قوية". يُشير وجود الطبلة اليدوية في الموسيقى الفلسطينية الكلاسيكية إلى جمالية ثقافية تفضي إلى الإيقاع الصوتي واللفظي والآلي الذي يعمل كعناصر أساسية للهيب هوب. تنضم موسيقى الهيب هوب هذه إلى "تقليد أطول للموسيقى الثورية والسرية والعربية والأغاني السياسية التي دعمت المقاومة الفلسطينية". هذا النوع الفرعي كان بمثابة وسيلة لتسييس القضية الفلسطينية من خلال الموسيقى.
يتناول العديد من فناني الهيب هوب الفلسطينيين موضوعات تؤثر بشكل مباشر على الفلسطينيين في الأراضي المحتلة، والذين يعيشون في إسرائيل والذين يعيشون في المنفى. يُستخدم هؤلاء الفنانون موسيقى الهيب هوب لمعالجة قضايا تشمل النظام الأبوي والمخدرات والعنف والفساد ووحشية الشرطة. على عكس المثل العليا للراب الأمريكي، يركز مغنو الراب الفلسطينيون على فضح الظروف المعيشية للشعب الفلسطيني، وخاصة حرمان الفلسطينيين من حق تقرير المصير في وطنهم. القومية الفلسطينية هي محور كل موسيقى الهيب هوب الفلسطينية، بغض النظر عن الفنانين. يتم تناول الأوضاع المعيشية الحالية للفلسطينيين الذين يعيشون في فلسطين المحتلة وداخل إسرائيل في أغنيتي "من هو الإرهابي" لـ DAM و "فلسطين الحرة" لأغنية Hammer Brothers. بدلاً من الاستسلام للعنف الذي يحيط بهم ، يحاول فناني الهيب هوب الفلسطينيين بدلاً من ذلك نشر رسائلهم السياسية الواعية إلى العالم.

## الوسائط
يتتبّع الفيلم الوثائقي الطويل للمخرجة الأمريكية جاكي سلوم عام 2008، مقلاع الهيب هوب (بالإنجليزية: Slingshot Hip Hop)‏ تاريخ وتطور الهيب هوب الفلسطيني في إسرائيل والضفة الغربية وقطاع غزة منذ أن كانت فرقة دام رائدة الشكل الفني في أواخر التسعينيات. ويُشارك في الفيلم الوثائقي دام ومغني الراب الفلسطيني ومحمود شلبي والفنانات عرابيات وعبير زناتي. عُرض الفيلم في مهرجان صندانس السينمائي لعام 2008.